# Гика
Гика (на румънски: Ghica) е румънски благороднически род, представители на който са князе на Молдова и Влашко, а други по-късно участват активно в румънския обществен и политически живот.
Родът има албански или арумънски произход. Неговият основоположник Георге Гика се преселва в началото на XVII век от родния си град Велес в Цариград, където постъпва на служба при молдовския княз, а по-късно сам заема молдовския трон за кратко. Неговите потомци остават в Румъния и през фанариотския период няколко от тях са назначавани за князе както в Молдова, така и във Влашко.
Известният новогръцки политик и премиер Димитриос Вулгарис е както по майчина линия, така и по тази на баба си по бащина – представител на рода Гика.

## Известни представители
Князе на Молдова
- Георге Гика (1658 – 1659)
- Григоре II Гика (1726 – 1733, 1735 – 1741, 1747 – 1748)
- Матей Гика (1753 – 1756)
- Скарлат Гика (1757 – 1758)
- Григоре III Гика (1764 – 1767, 1774 – 1777)
- Григоре Александру Гика (1849 – 1856)

Князе на Влашко
- Георге Гика (1659 – 1660)
- Григоре I Гика (1660 – 1664, 1672 – 1673)
- Григоре II Гика (1733 – 1735, 1748 – 1752)
- Матей Гика (1752 – 1753)
- Скарлат Гика (1758 – 1761, 1765 – 1766)
- Александру Гика (1766 – 1768)
- Григоре III Гика (1768 – 1769)
- Григоре IV Гика (1822 – 1828)
- Александру II Гика (1834 – 1842, 1856 – 1858)

Други
- Владимир Гика (1873 – 1954), дипломат и духовник
- Димитрие Гика (1816 – 1897), политик, министър-председател през 1868 – 1870
- Димитрие Гика-Комънещ (1839 – 1923), изследовател
- Йон Гика (1816 – 1897), политик, министър-председател през 1866, 1866 – 1867 и 1870 – 1871